# Lambaréné
Lambaréné es la capital de la provincia Moyen-Ogooué al oeste de Gabón y el mayor centro político, médico y económico de la región. Se ubica dentro de una isla del río Ogooué a unos 250 km de la capital Libreville, por lo que posee un puerto lacustre para el comercio y la pesca. La ciudad además se encuentra unida al resto del país por diversas carreteras y el aeropuerto Lambaréné de carácter nacional.
Para el año 1993, fecha del último censo, la población se estimaba en 14.974 personas. Sin embargo, la cifra podría alcanzar los 24 000 habitantes actualmente, colocándola entre las mayores ciudades del país. La ciudad está habitada principalmente por personas de la etnia Bantú, desplazando a los pigmeos al norte y este de Gabón.
La ciudad está dividida en tres distritos, fruto del paso del río Ogooué a través de esta, siendo estos Rive Gauche, Ile Lambaréné y Rive Droite. Entre las principales edificaciones con que cuenta la ciudad se encuentra el Hospital Albert Schweitzer, fundado por el Premio Nobel de la Paz, Albert Schweitzer, en 1913.